# 쇤브룬 동물원
쇤브룬 동물원(독일어: Tiergarten Schönbrunn)은 오스트리아 빈 쇤브룬궁에 있는 17 헥타르 (42 에이커) 규모의 동물원이다. 1752년에 설립되어 현재도 운영되고 있는 세계에서 가장 오래된 동물원이다. 또한 쇤부른궁 정원의 일부인 유네스코 세계문화유산이기도 하다. 보통 매년 2백만 명 이상의 방문객이 방문하고 있다.